# Convair F-102 Delta Dagger
Chiếc Convair F-102 Delta Dagger là một kiểu máy bay tiêm kích đánh chặn cánh tam giác Hoa Kỳ được chế tạo như là một phần cốt lõi của lực lượng phòng không Không quân Hoa Kỳ vào cuối những năm 1950. Được đưa vào hoạt động từ năm 1956 với mục đích chính là đánh chặn sợ xâm nhập của đội máy bay ném bom Xô Viết. Sự phát triển của chiếc máy bay bị kéo dài và gặp nhiều trục trặc, và cho đến đầu những năm 1960, nó được bổ sung thêm bởi chiếc F-101 Voodoo, được thay thế bởi những chiếc F-106 Delta Dart và sau đó là F-4 Phantom II. Nhiều chiếc F-102 được chuyển cho Không lực Vệ binh Quốc gia Hoa Kỳ từ giữa đến cuối những năm 1960, và chiếc máy bay cùng được rút khỏi hoạt động vào năm 1976.

## Thiết kế và phát triển
Chiếc F-102 được phát triển từ kiểu máy bay nghiên cứu cánh tam giác XF-92A vào cuối những năm 1940. Không quân Mỹ đã áp dụng cách tiếp cận mới khi đưa ra các yêu cầu mở thầu cho một kiểu máy bay tiêm kích đánh chặn, xem xét cả chiếc máy bay và các trang bị vũ khí trên nó chung trong một khái niệm được biết đến như là một "hệ thống vũ khí". Yêu cầu cho đề án MX-1554 được công bố ngày 18 tháng 6 năm 1950, và đến tháng 1 năm 1951 có sáu nhà sản xuất đã đáp ứng, trong đó Convair, Lockheed, và Republic được chọn để tiếp tục thiết kế chi tiết tiếp theo. Ba trong số các dự án này xem ra quá đắt, và đến tháng 11, chỉ còn Convair được cho phép tiếp tục với Kiểu 8-80 của họ, một đề án trung gian tạm thời sử dụng loại động cơ turbo phản lực Westinghouse J40 công suất yếu hơn thay vì dùng kiểu Wright J67 vốn còn đang trong quá trình phát triển.
Chiếc nguyên mẫu đầu tiên YF-102 bay chuyến bay đầu tiên vào ngày 24 tháng 10 năm 1953, nhưng nó đã bị mất chín ngày sau đó trong một tai nạn. Chiếc nguyên mẫu thứ hai bay vào ngày 11 tháng 1 năm 1954, cho thấy một tính năng bay thật ảm đạm: tốc độ tối đa chỉ khoảng 812 dặm mỗi giờ, cho dù là đạt tốc độ siêu âm, vẫn còn kém xa các yêu cầu đặt ra. Vấn đề được giải quyết bằng cách sử dụng kiểu thiết kế quy luật khu vực Whitcomb, Đòi hỏi thu hẹp khung thân máy bay ở phần giữa, dịch chuyển buồng lái và các cửa hút gió về phía sau, uốn cong các mặt ngoài của ống hút gió, kéo dài mũi máy bay và bổ sung thêm hai cửa kéo dài ở cả hai bên của ống xả động cơ, đưa đến kiểu thiết kế mới YF-102A. Thiết kế mới giúp tăng tốc độ tối đa lên hơn gấp hai lần so với thiết kế không dùng quy luật khu vực. Tuy nhiên, chiếc "YF-102A" không hoàn toàn giống thiết kế của chiếc F-102A được sản xuất do có mũi máy bay dài hơn chiếc F-102A. Trong thời gian đó, việc phát triển kiểu động cơ Wright J-67 bị hủy bỏ, và kiểu động cơ J-40 được thay thế bằng kiểu Pratt & Whitney J-57. Vì những thay đổi để thiết kế lại chiếc máy bay, kế hoạch đầy tham vọng nhằm sản xuất chiếc máy bay dựa trên kiểu nguyên mẫu buộc phải hủy bỏ; trong số hơn 60.000 linh kiện được sản xuất có hơn hai-phần-ba phải bị tháo dỡ hay sửa đổi.
Chiếc F-102A xản xuất hằng loạt có trang bị hệ thống điều khiển hỏa lực Hughes MG-3, sau này được nâng cấp trong hoạt động thành kiểu MG-10. Nó có khoang chứa vũ khí bên trong dưới thân gồm ba phần để mang các tên lửa không-đối-không. Trang bị vũ khí ban đầu là ba cặp tên lửa GAR-1 Falcon, phối hợp các kiểu dẫn đường bằng hồng ngoại và kiểu dẫn đường bằng radar bán chủ động. Cửa của hai khoang phía trước có những ống để mang hai bó rocket FFAR 12 x 2,75 inch (tổng cộng 24 rocket). Chiếc F-102 sau này được nâng cấp để cho phép mang các tên lửa nguyên tử GAR-11 Falcon trong khoang giữa. Kích thước lớn của kiểu vũ khí này buộc phải thiết kế lại cửa khoang giữa và không có khả năng mang rocket. Cũng có những kế hoạch nhằm trang bị kiểu tên lửa nguyên tử MB-1 Genie cho thiết kế này, nhưng chưa bao giờ được thực hiện.
Để huấn luyện phi công lái F-102A, một phiên bản huấn luyện TF-102A được phát triển, với 111 chiếc được chế tạo sau đó. Chiếc máy bay được trang bị buồng lái có các ghế ngồi cạnh nhau nhằm thuận lợi trong huấn luyện phi công. Điều này đòi hỏi phải thiết kế lại buồng lái và mũi máy bay mang nhằm ngăn ngừa nhiễu loạn khí động học, cũng như đặt lại vị trí ống hút gió. Cho dù có nhiều thay đổi, chiếc máy bay vẫn có khả năng chiến đấu, nhưng có tốc độ chậm hơn, chỉ đạt tốc độ dưới âm thanh khi bay ngang.
Thiết kế tiếp nối trực tiếp của chiếc F-102 là kiểu liên quan F-106 Delta Dart, vốn ban đầu được mang tên là YF-102B. Thiết kế này có rất nhiều cải tiến về khí động học, bao gồm động cơ J-75 turbo phản lực lớn hơn và một thiết kế cửa hút gió có hình dạng thay đổi được, nên nó sau này trở thành một chiếc máy bay hoàn toàn mới.

## Lịch sử hoạt động
Lịch sử hoạt động của chiếc F-102A được bắt đầu tại Phi đội Tiêm kích Đánh chặn 327 ở Căn cứ Không quân George vào tháng 4 năm 1956, và sau đó có tổng cộng 889 chiếc được chế tạo. Tên chính thức của F-102, "Delta Dagger", hiếm khi được sử dụng trong thực tế, và chiếc máy bay hay được gọi là "Deuce", trong khi chiếc TF-102 được gọi là "Tub" do kiểu thân rộng của nó.
Trong thời gian hoạt động này, chiếc F-102A được thử nghiệm nhiều kiểu thiết kế cánh khác nhau cùng với áp dụng việc gia tăng bề mặt khum hình nón trên cánh. Cuối cùng, một thiết kế được lựa chọn trong thực tế đã gia tăng diện tích bề mặt điều khiển máy bay, giảm tốc độ cất cánh, cải thiện hệ số nâng-lực cản siêu âm và nâng trần bay lên đến 56.000 feet. Cũng có cải tiến trên bộ càng đáp cần thiết để phù hợp với thiết kế cánh mới.
Bộ chỉ huy Không quân Phòng không Không quân Hoa Kỳ đã sử dụng những chiếc F-102 Delta Dagger trong Thập niên 1960 và kiểu này tiếp tục phục vụ với số lượng lớn cho cả Không quân và Không lực Vệ binh Quốc gia cho đến những năm 1970. George W. Bush (con), sau này là Tổng thống Hoa Kỳ, đã từng lái chiếc F-102 trong giai đoạn phục vụ của ông trong Không lực Vệ binh Quốc gia vào cuối những năm 1960 và đầu những năm 1970.

### Hoạt động tại Việt Nam
Chiếc F-102 đã từng phục vụ trong Chiến tranh Việt Nam, bay các phi vụ tuần tra tiêm kích và như là máy bay hộ tống ném bom. Có tổng cộng 15 chiếc bị mất tại Việt Nam: một chiếc do không chiến, nhiều chiếc do hỏa lực mặt đất và số còn lại do tai nạn.
Ban đầu, các nhóm biệt phái F-102 bắt đầu được gửi đến các căn cứ tại Đông Nam Á vào năm 1962, khi tín hiệu radar thu được bởi các trạm radar mặt đất được nghĩ là do những chiếc máy bay ném bom Il-28 "Beagle" của Bắc Việt Nam phát ra, vào lúc đó được xem là một mối đe dọa đáng kể. Những chiếc F-102 được gửi đến Thái Lan và những nước lân cận để đánh chặn những chiếc máy bay ném bom này nếu chúng đe dọa Nam Việt Nam vào bất kỳ lúc nào. Sau đó, các cuộc không kích của máy bay ném bom B-52 mang mật danh "Arc Light" được hộ tống bởi những chiếc F-102 đặt căn cứ trong khu vực này. Chính ở một trong những phi vụ này mà một chiếc F-102 đã bị một chiếc MiG-21 của Bắc Việt Nam sử dụng tên lửa tầm nhiệt AA-2 Atoll bắn rơi. Những chiếc MiG đã tiếp cận mà không bị phát hiện, và một chiếc F-102 bị bắn rơi. Phi công của chiếc F-102 kia đã cố gắng bắn vài tên lửa AIM-4 Falcon vào chiếc MiG-21 đang thoát đi, nhưng không phát nào trúng đích. Đây trở thành tổn thất trong không chiến duy nhất của F-102 trong Chiến tranh Việt Nam.
Điều thú vị là, chiếc F-102 lại được sử dụng khá nhiều trong vai trò tấn công mặt đất. Chiếc máy bay đánh chặn được trang bị 24 rocket FFAR 2,75 inch ở cửa khoang chứa vũ khí, và các vũ khí này được sử dụng có hiệu quả trên nhiều loại mục tiêu khác nhau tại Bắc Việt Nam. Thêm vào đó, các tên lửa tầm nhiệt Falcon được sử dụng phối hợp với thiết bị dò tìm và theo dõi hồng ngoại (IRST) gắn trước mũi chiếc F-102 trong các cuộc tấn công đêm dọc theo đường mòn Hồ Chí Minh. Đây có lẽ là lần duy nhất một tên lửa không-đối-không được sử dụng trong các phi vụ tấn công mặt đất. Các phiên bản F-102A và phiên bản huấn luyện hai chỗ ngồi TF-102A (được sử dụng như máy bay chỉ huy phía trước nhờ có hai chỗ ngồi và rocket 2,75 inch tỏ ra khá linh hoạt cho nhiệm vụ này) được sử dụng tại Việt Nam cho đến năm 1968 khi tất cả các chiếc máy bay được gửi trở về Hoa Kỳ.

### Các hoạt động sau này

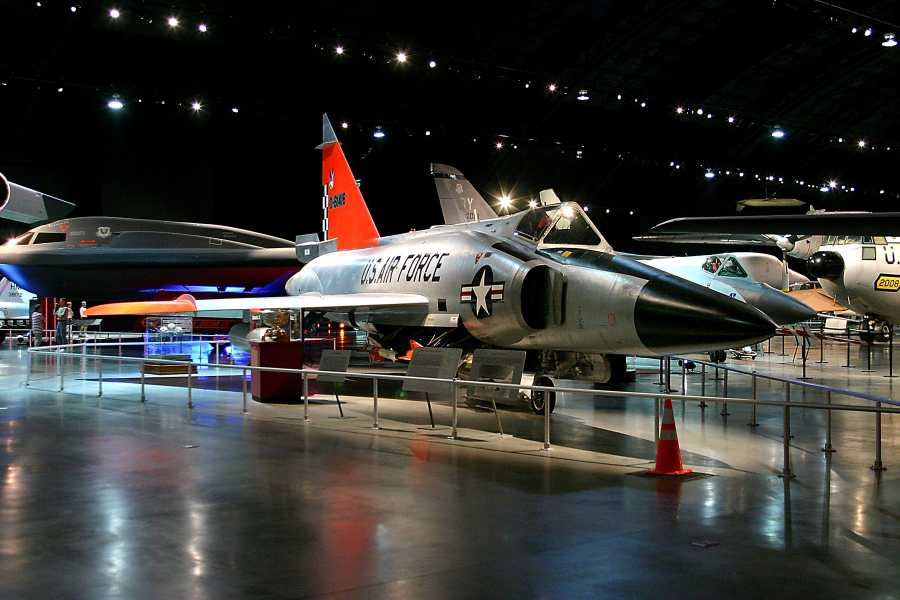
Chiếc F-102A đang được trưng bày tại Bảo tàng Quốc gia Không quân Hoa Kỳ.

Vào năm 1973, sáu máy bay được cải biến thành mục tiêu giả lập không người lái như là kiểu QF-102A và sau này là PQM-102, mô phỏng những chiếc MiG-21. Việc này khởi đầu cho một chương trình trong đó hàng trăm chiếc F-102 được cải biến để sử dụng như mục tiêu giả lập cho máy bay F-4 và F-106 cũng như cho chiếc F-15 sau này, và thử nghiệm hệ thống tên lửa Patriot của Quân đội Mỹ. Một số chiếc F-102A được cấu hình để mang một tên lửa AIM-26 Super Falcon duy nhất trong mỗi khoang bên cạnh thay vì hai tên lửa AIM-4 Falcon thông thường.
Những chiếc F-102 và TF-102 được xuất khẩu cho Thổ Nhĩ Kỳ và Hy Lạp, và những chiếc máy bay này đã tham gia các phi vụ chiến đấu trong sự kiện Thổ Nhĩ Kỳ xâm chiếm đảo Cyprus năm 1974. Các cuộc không chiến đã diễn ra giữa những chiếc F-5 Hy Lạp và những chiếc F-102 Thổ Nhĩ Kỳ, trong đó Hy Lạp thông báo bắn rơi hai chiếc F-102 còn Thổ Nhĩ Kỳ cho là đã hạ được một chiếc F-5; tuy rằng cả hai phía đều phủ nhận những thiệt hại của phía mình. Chiếc F-102 cuối cùng cũng được không quân của cả hai nước này cho nghỉ hưu vào năm 1979, trong khi F-102 đã rời khỏi phục vụ Không quân Hoa Kỳ vào năm 1976, và chiếc mục tiêu giả lập PQM-102 cuối cùng được sử dụng hết vào năm 1986. Không còn chiếc F-102 nào có thể bay được vào hôm nay, cho dù nhiều chiếc đang được trưng bày tại các viện bảo tàng.

## Các phiên bản
YF-102Chiếc nguyên mẫu đầu tiên. Tính năng bay không thỏa đáng, lực cản gấp hai lần so với dự định do hiệu ứng nhiễu. Tốc độ tối đa đạt được 1.307 km/h (812 dặm mỗi giờ).
YF-102AChiếc nguyên mẫu áp dụng quy luật khu vực. Thiết kế mới bao gồm thân được thu hẹp ở phần giữa, với các tấm khí động học được thêm vào hai bên ống xả động cơ cho phù hợp với quy luật khu vực. Thêm vào đó, buồng lái và cửa hút gió được lui ra phía sau, mũi máy bay kéo dài, và bề mặt cong bên ngoài của cửa hút gió được uốn theo thân trước.
F-102APhiên bản sản xuất hằng loạt của kiểu máy bay tiêm kích đánh chặn một chỗ ngồi hoạt động trong mọi thời tiết. Mũi máy bay ngắn hơn chiếc nguyên mẫu YF-102A, nhưng được trang bị động cơ turbo phản lực J-57 mạnh mẽ hơn. Có 889 chiếc được chế tạo.
TF-102APhiên bản huấn luyện hai chỗ ngồi. Có 111 chiếc được chế tạo.
F-102BTên ban đầu dành cho chiếc F-106A
F-102CHai chiếc F-102A được cải biến có thiết kế cấu trúc và thiết bị điện tử được cải tiến như chiếc YF-102C, động cơ mới J57-P-47 dành cho vai trò tấn công chiến thuật; đề án bị Không quân Hoa Kỳ hủy bỏ.
QF-102AHai chiếc được cải biến từ kiểu F-102A làm mục tiêu giả lập.
PQM-102AHơn 200 chiếc được cải biến từ kiểu F-102A làm mục tiêu giả lập.
PQM-102BMục tiêu giả lập không người lái.

## Các nước sử dụng
Hy Lạp
 Thổ Nhĩ Kỳ
 Hoa Kỳ
- Không quân Hoa Kỳ

## Đặc điểm kỹ thuật (F-102A)
Nguồn: The Great Book of Fighters

### Đặc tính chung
- Đội bay: 01 người
- Chiều dài: 20,83 m (68 ft 4 in)
- Sải cánh: 11,61 m (38 ft 1 in)
- Chiều cao: 6,45 m (21 ft 2 in)
- Diện tích bề mặt cánh: 64,57 m² (695 ft²)
- Kiểu cánh: NACA 0004-65 mod root and tip
- Lực nâng của cánh: 172 kg/m² (35 lb/ft²)
- Trọng lượng không tải: 8.777 kg (19.350 lb)
- Trọng lượng có tải: 11.100 kg (24.500 lb)
- Trọng lượng cất cánh tối đa: 14.300 kg (31.500 lb)
- Trữ lượng nhiên liệu:
  - Trữ lượng nhiên liệu bên trong: 4.107 L (1.085 US gal)
  - Trữ lượng nhiên liệu bên ngoài: 2 x thùng nhiên liệu phụ vứt được 815 L (215 US gal)
- Động cơ: 1 x động cơ Pratt & Whitney J57-P-25 turbo phản lực có đốt sau lực đẩy 11.700 lbf (52,0 kN), lực đẩy có đốt sau 17.200 lbf (76,5 kN), mỗi động cơ

### Đặc tính bay
- Tốc độ lớn nhất: 1.304 km/h (Mach 1,25, 825 mph) ở độ cao 12.190 m (40.000 ft)
- Tầm bay tối đa: 2.175 km (1.170 nm, 1.350 mi)
- Trần bay: 16.300 m (53.400 ft)
- Tốc độ lên cao: 66 m/s (13.000 ft/min)
- Tỉ lệ lực đẩy/khối lượng: 0,70

### Vũ khí
- 24 × rocket FFAR không điều khiển 70 mm (2,75 in)
- 6 × tên lửa không-đối-không AIM-4 Falcon hoặc
- 3 × tên lửa AIM-4 Falcon và
- 1 × AIM-26 Falcon với đầu đạn thông thường hay nguyên tử

### Thiết bị điện tử
- Hệ thống kiểm soát hỏa lực MG-10

## Nội dung liên quan

### Máy bay liên quan
- Convair XF-92
- F-106 Delta Dart

### Máy bay tương tự
- CF-105 Arrow
- Dassault Mirage III
- Mikoyan-Gurevich MiG-19
- Mikoyan-Gurevich MiG-21
- Saab Draken

### Trình tự thiết kế
- IM-99 - F-100 - F-101 - F-102 - XF-103 - F-104 - F-105 - F-106

### Danh sách liên quan
- Danh sách máy bay chiến đấu
- Danh sách máy bay quân sự Hoa Kỳ